# Довгалюк, Сергей Юрьевич
Серге́й Ю́рьевич Довгалю́к (род. 9 июня 1962, Ленинград) — российско-нидерландский валторнист.

## Биография
С 1980 по 1987 годы Довгалюк учился в Ленинградской консерватории и аспирантуре консерватории в классе профессора Виталия Буяновского. В 1980 он стал лауреатом Всесоюзного конкурса исполнителей на духовых инструментов. В том же году он стал артистом, а в 1986 солистом ЗКР АСО Ленинградской филармонии.
В 1992 Сергей Довгалюк эмигрировал в Нидерланды, где получил работу в оркестре Нидерландского радио. Довгалюк неоднократно выступал в качестве солиста с такими коллективами, как Ленинградский симфонический оркестр, симфонический оркестр Государственной академической капеллы Санкт-Петербурга, Санкт-Петербургский оркестр старинной и современной музыки, Штутгартский камерный оркестр.